# Christian Ludwig Brehm
Christian Ludwig Brehm, född 24 januari 1787 i Schönau vor dem Walde, död 23 juni 1864 i Renthendorf, var en tysk pastor och ornitolog. Han var far till Alfred Brehm. 

## Biografi
Brehm studerade vid universitetet i Jena. År 1813 blev han präst i Renthendorf, en ort söder om Leipzig, där han levde och verkade fram till sin död. Hans omfångsrika textproduktion omfattar bland annat Beitrage zur Vogelkunde (1820-1822), där han beskriver 104 tyska fågelarter in i minsta detalj, Handbuch der Naturgeschichte aller Vogel Deutschlands (1831), samt Monographie der Papageien (1842-1855).
Brehm samlade på sig över 15 000 skinnlagda fåglar. Han erbjöd samlingen till Berlins zoologiska museum, men försäljningen blev aldrig av. Efter hans död blev samlingen kvar på vinden till hans hus, där de senare hittades av Otto Kleinschmidt först flera år senare. Kleinschmidt lyckades övertala lord Rothschild att köpa samlingen och år 1900 hamnade de på hans museum i Tring. 

## Utmärkelser
Asteroiden 7054 Brehm är uppkallad efter honom och Alfred Brehm.